# 妙受寺
妙受寺（みょうじゅじ）は、京都府京丹後市大宮町周枳267にある日蓮本宗の寺院。山号は久成山。本尊は大曼荼羅。

## 歴史
- 元和元年（1615年）、周枳村の吉岡九郎衛門が久成庵を開創し、後に妙受寺と改めた。
- 慶安3年（1650年）、口大野常徳寺第5世一要院日達が開基した。
- 1876年（明治9年）、富士門流の統一教団日蓮宗興門派の結成に参加。
- 1899年（明治32年）、日蓮宗興門派は日蓮本門宗（本門宗）と改称。
- 1941年（昭和16年）、本門宗は一致派の日蓮宗、勝劣派の顕本法華宗とともに三派合同を行い、日蓮宗を結成。
- 1950年（昭和25年）12月、本山要法寺とともに日蓮宗から独立、日蓮本宗を結成（要法寺の旧末寺34ヶ寺は日蓮宗に残留。うち島根県内の旧末寺二十数ヶ寺は興統法縁会島根尊門会を組織している)。

## 歴代住職
- 初代 - 一要院日達